# Melitaea stemmleri
Melitaea stemmleri är en fjärilsart som beskrevs av Collier 1933. Melitaea stemmleri ingår i släktet Melitaea och familjen praktfjärilar. Inga underarter finns listade i Catalogue of Life.